# Vitosha New Otani Open 1988
Vitosha New Otani Open 1988 — жіночий тенісний турнір, що проходив на відкритих кортах з твердим покриттям у Софії (Болгарія). Належав до турнірів 2-ї категорії в рамках Туру WTA 1988. Тривав з 8 до 14 серпня 1988 року. Шоста сіяна Кончіта Мартінес здобула титул в одиночному розряді й отримала 17 тис. доларів США.

## Фінальна частина

### Одиночний розряд
Кончіта Мартінес —  Барбара Паулюс 6–1, 6–2
- Для Мартінес це був 1-й титул за рік і 1-й — за кар'єру.

### Парний розряд
Кончіта Мартінес /  Барбара Паулюс —  Сабрина Голеш /  Катарина Малеєва 1–6, 6–1, 6–4
- Для Мартінес це був 2-й титул за сезон і 2-й - за кар'єру. Для Паулюс це був 2-й титул за сезон і 2-й - за кар'єру.